# جيزولف الأول من ساليرنو
جيزولف الأول  (مايو 930 - نوفمبر أو ديسمبر 977) كان أكبر أبناء غايمار الثاني من زوجته الثانية غايتلغريما. ارتبط اسمه بوالده كأمير ساليرنو في 943 وخلفه على العرش بعد وفاته في 952. تقلد لقب أمير اللومبارد.